# Journal of Business Logistics
Das Journal of Business Logistics (JBL) ist eine viermal jährlich erscheinende wissenschaftliche Zeitschrift zu Themen der Logistik und des Supply-Chain-Managements. Sie wird vom Council of Supply Chain Management Professionals (CSCMP) herausgegeben und gilt als eine der angesehensten Zeitschriften ihrer Fachrichtung. Neben dem International Journal of Physical Distribution & Logistics Management ist das JBL eine der beiden ältesten wissenschaftlichen Zeitschriften auf dem Gebiet der Logistik.

## Rezeption
Der Zwei-Jahres-Impact-Factor von Clarivate Analytics liegt bei 4.697 (2019). Im Academic Journal Guide 2021 der Chartered Association of Business Schools ist die Zeitschrift mit einer „3“ (= „highly regarded journal“) bewertet. Die Zeitschrift gehört zu jenen acht führenden Fachzeitschriften des Supply-Chain-Managements, die von der SCM Journal List für ihr jährliches Ranking genutzt werden.

## Geschichte
Das Journal wurde durch Bud LaLonde gegründet.